# Gottfried Hientzsch
Johann Gottfried Hientzsch (* 25. August 1787 in Mockrehna; † 1. Juli 1856 in Berlin) war ein deutscher Musikpädagoge.

## Leben
Hientzsch absolvierte ein Studium in Leipzig. Danach war er mehrere Jahre als Lehrer in der Schweiz tätig. Ab 1817 wirkte Hientzsch als Seminarmusiklehrer in Neuzelle, ab 1822 als Seminardirektor in Breslau und von 1833 bis 1849 in dieser Funktion in Potsdam. Von 1849 bis 1854 hatte er die Stelle des Direktors des Blindeninstitutes Berlin inne.
Hientzsch war ein Anhänger der Lehren von Johann Heinrich Pestalozzi.
Von 1828 bis 1837 wirkte er nebenberuflich als Redakteur der musikpädagogischen Zeitschrift „Eutonia“. Daneben war er Herausgeber der Musikzeitung „Das musikalische Deutschland“.
Er war Herausgeber von Kirchenlieder-Sammlungen für den Schulgebrauch, aber auch z. B. des Bundesliedes „Brüder reicht die Hand zum Bunde“.

## Werke
- Über den Musikunterricht, besonders Gesang, auf Gymnasien und Universitäten. 1827.
- Methodische Anleitung zu einem möglichst natur- und kunstgemäßen Unterricht im Singen für Lehrer und Schüler. 1836.